# هاینریش بارت
هاینریش بارت (انگلیسی: Heinrich Barth) گردشگر، نویسنده، تاریخ‌نگار، جغرافی‌دان، و استاد دانشگاه اهل هامبورگ آلمان بود. وی همچنین برندهٔ جوایزی همچون نشان حمام شده‌است. بارت به عنوان یکی از بزرگترین کاشفان اروپایی قارهٔ آفریقا محسوب می‌گردد

## نگارخانه

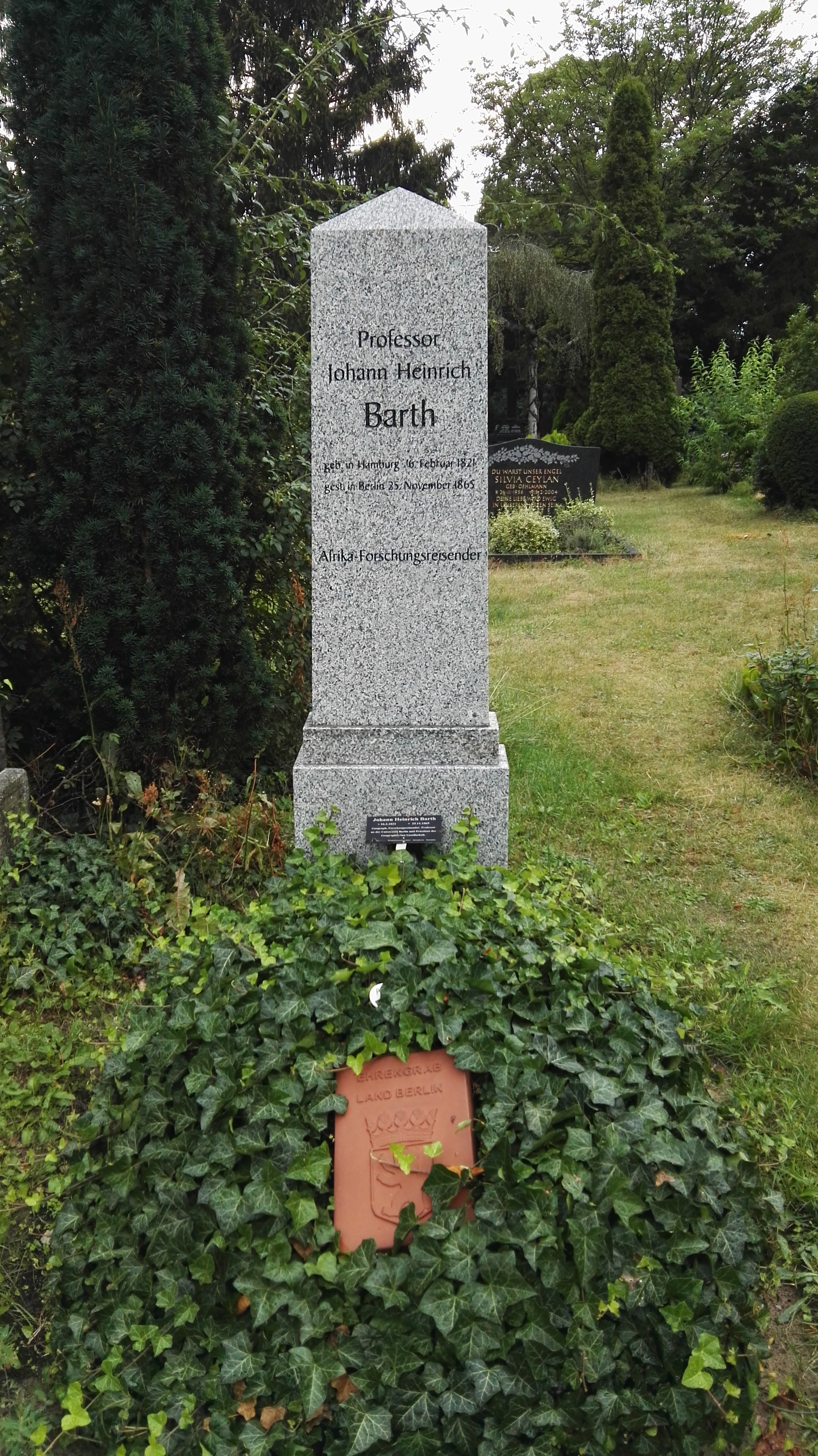
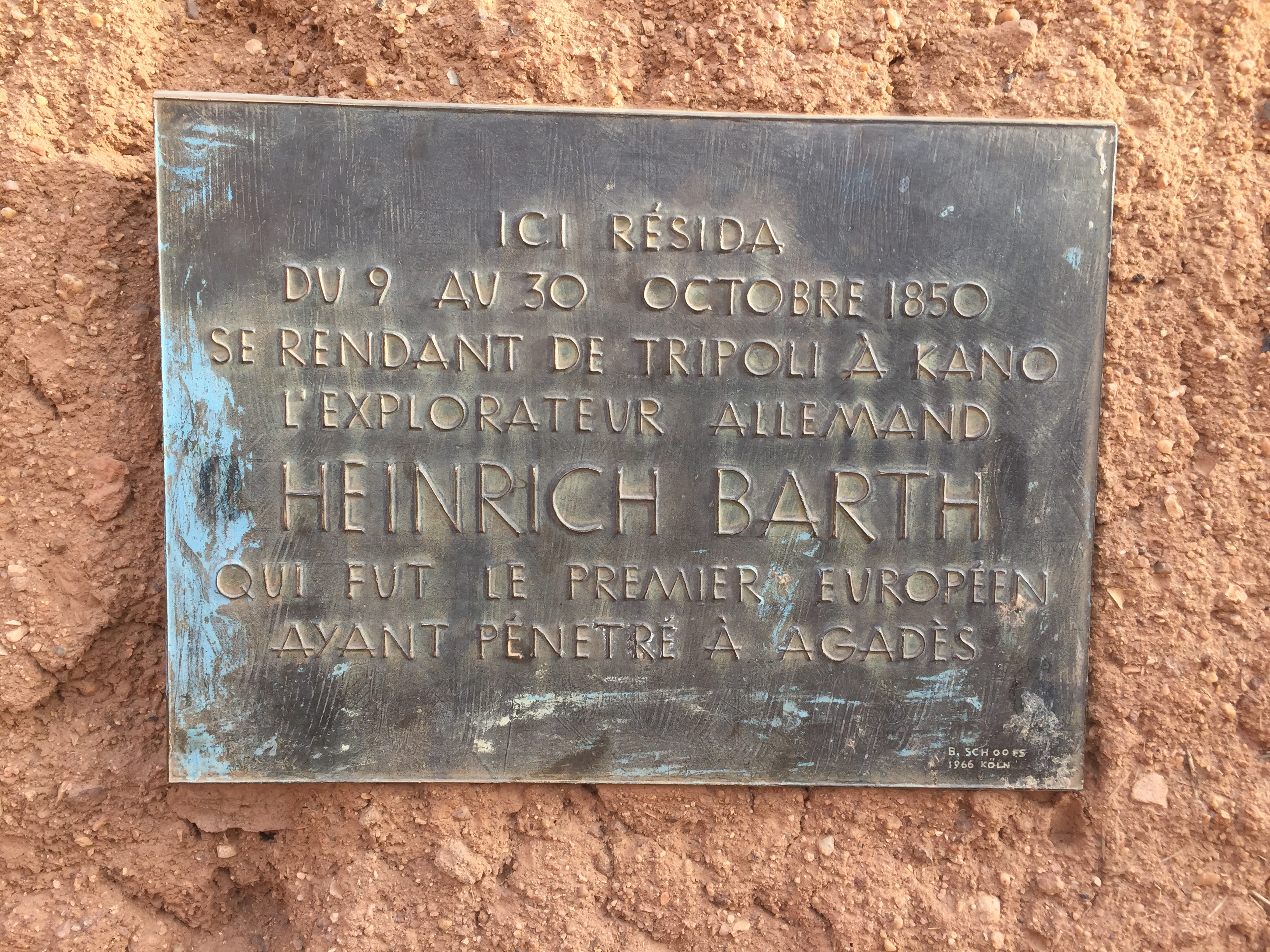
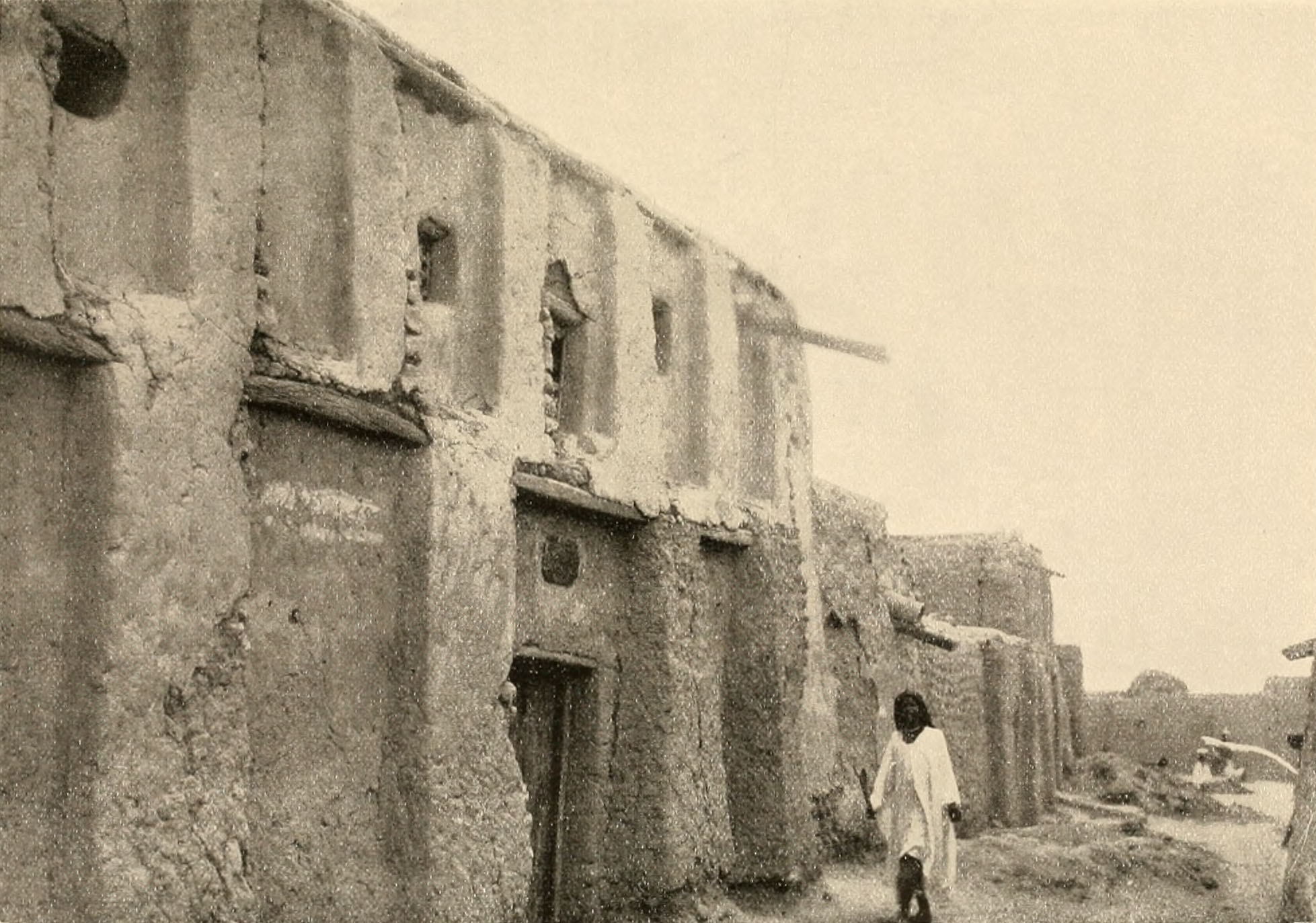
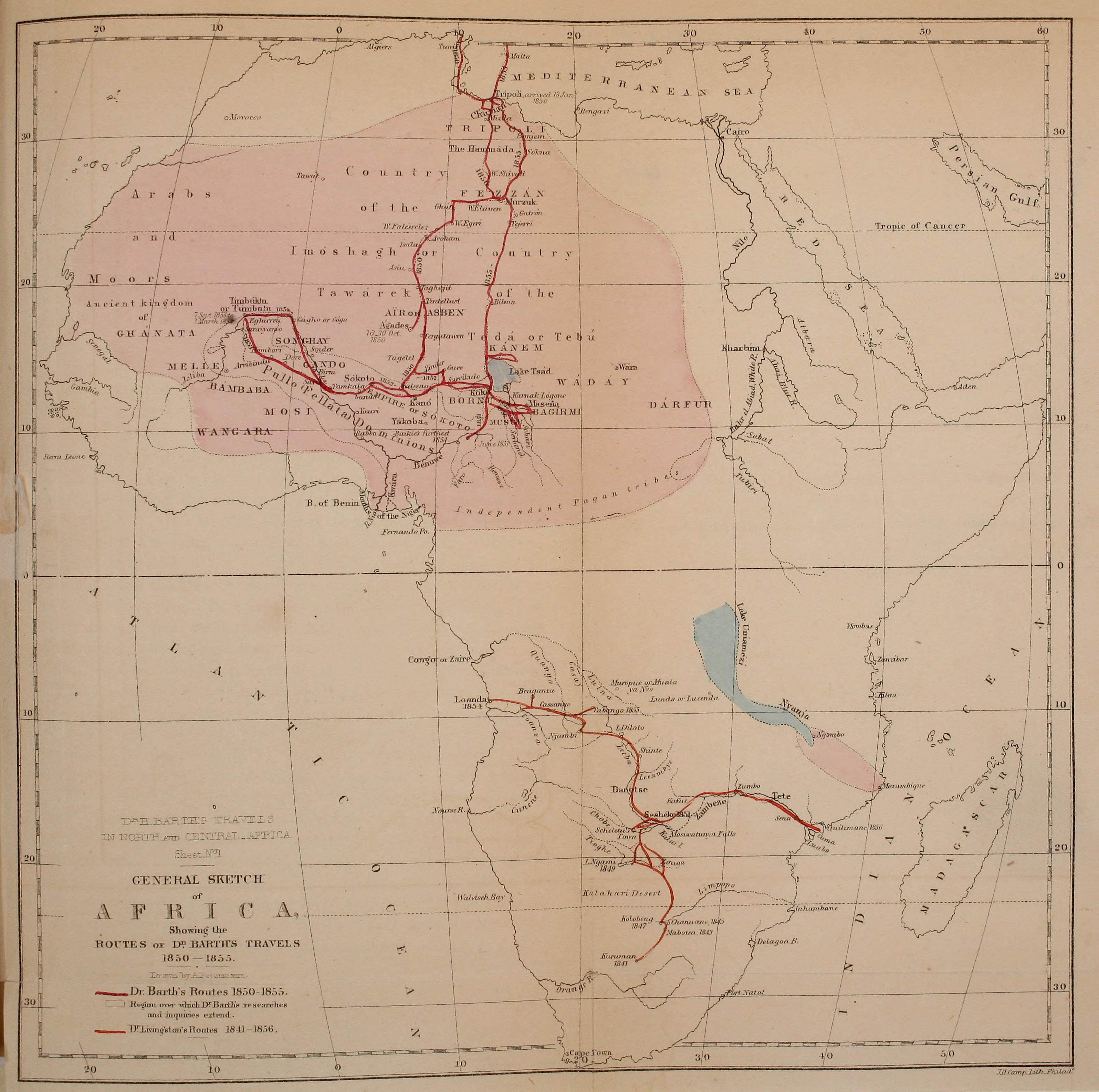
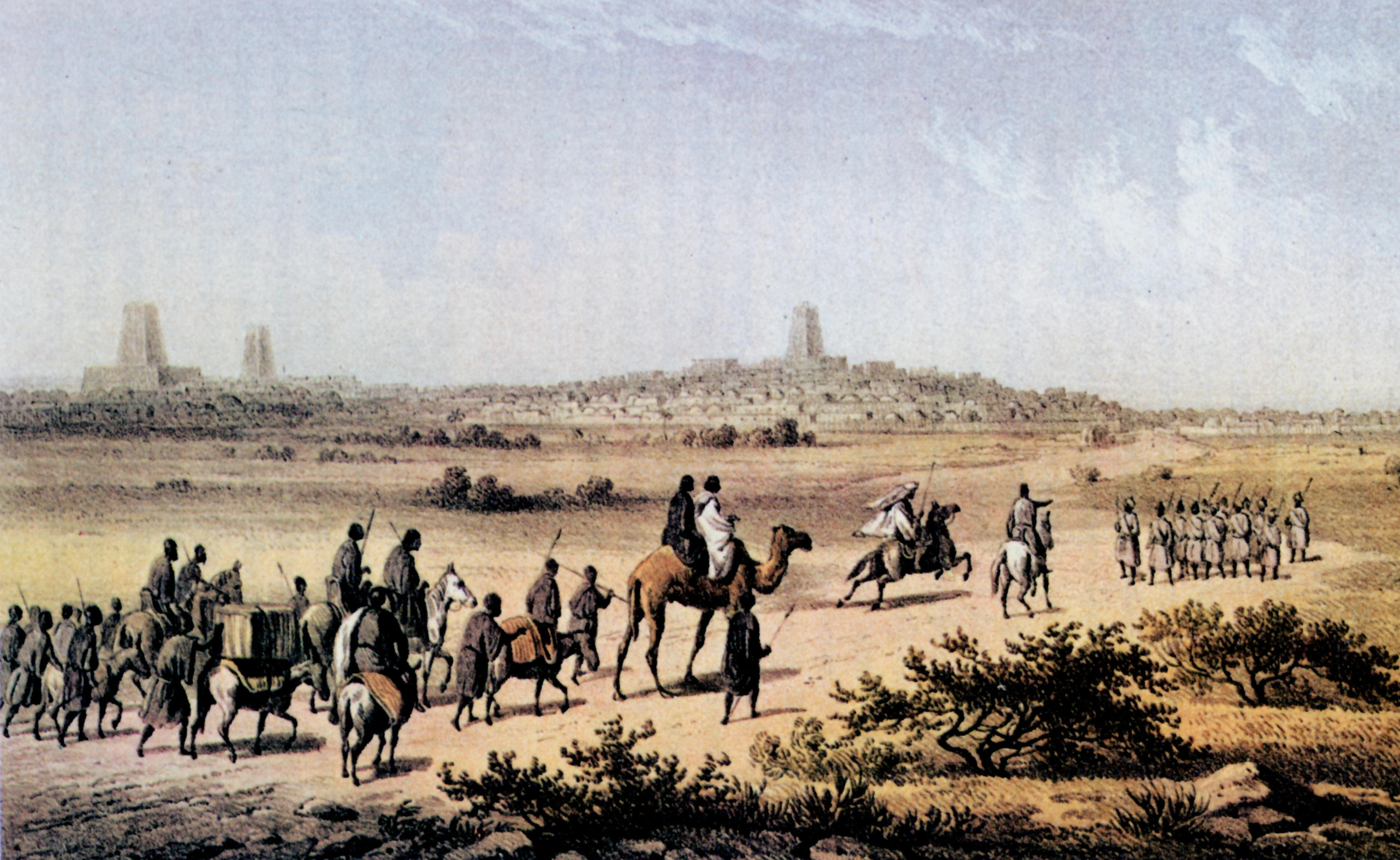